# سوسيات فراشية وأشباهها
السوسيات الفراشية وأشباهها أو فوق فصيلة تينيويديا (الاسم العلمي: Tineoidea) هي فوق فصيلة من الحشرات يتبع رتيبة ذوات الخرطوم من رتبة حرشفيات الأجنحة.

## التصنيف
- السوسيات الفراشية
  - السوساوات الفراشية
    - السوسة الفراشية